# Buri
Buri (afrikansko Boere; [ˈbuːrə]) so potomci protoafrikaansko govorečih svobodnih meščanov vzhodne Kapske kolonije v Južni Afriki v 17., 18. in 19. stoletju. Med letoma 1652 in 1795 je Nizozemska vzhodnoindijska družba nadzorovala nizozemsko Kapsko kolonijo, ki jo je Združeno kraljestvo leta 1806 vključilo v Britanski imperij. Ime skupine izhaja iz besede Trekboer, kasneje boer, kar v nizozemščini in afrikaanščini pomeni »kmet«.
Poleg tega se je izraz Boeren uporabljal tudi za tiste, ki so v 19. stoletju zapustili Kapsko kolonijo, da bi kolonizirali Svobodno državo Oranje in Transvaal (skupaj znani kot Burski republiki) ter v manjši meri Natal. Izselili so se iz Kapa, da bi živeli izven dosega britanske kolonialne uprave, pri čemer so bili njihovi razlogi za to predvsem novi anglofonski sistem običajnega prava, ki je bil uveden na Kapu, in britanska odprava suženjstva leta 1833.
Izraz Afrikanerji ali Afrikanci se v sodobni Južni Afriki običajno uporablja za belo afrikansko govoreče prebivalstvo Južne Afrike (največja skupina belih Južnoafričanov), ki zajema potomce Burov in kapskih Nizozemcev, ki se niso podali na Veliki pohod.

## Izvor

### Evropski kolonisti
Nizozemska vzhodnoindijska družba (nizozemsko Vereenigde Oostindische Compagnie; VOC) je bila ustanovljena v Republiki Nizozemski leta 1602 in v tem času so se Nizozemci že vključili v tekmovanje za kolonialno in imperialno trgovino v jugovzhodni Aziji. Konec tridesetletne vojne leta 1648 je evropske vojake in begunce široko razpršil po Evropi. Priseljenci iz Nemčije, Skandinavije in Švice so odpotovali na Nizozemsko v upanju, da bodo našli zaposlitev pri VOC. Istega leta je ena od njihovih ladij nasedla v zalivu Table Bay blizu mesta, ki bo sčasoma postalo Cape Town, brodolomci pa so se morali več mesecev prehranjevati na obali. Nad naravnimi viri države so bili tako navdušeni, da so po vrnitvi v Republiko Nizozemsko direktorjem VOC predstavili prednosti, ki bi jih imela za nizozemsko vzhodno trgovino ustrezno opremljena in utrjena postaja na rtu. Posledično je VOC leta 1652 poslala nizozemsko odpravo pod vodstvom Jana van Riebeeka, ki je zgradil utrdbo in uredil zelenjavne vrtove v zalivu Table Bay ter prevzel nadzor nad Cape Townom, ki mu je vladal desetletje.

### Svobodni meščani
VOC je podpiral idejo o svobodnih meščanih na rtu in mnogi delavci VOC so zahtevali odpustitev, da bi postali svobodni meščani (državljani). Posledično je Jan van Riebeek odobril idejo o ugodnih pogojih in leta 1657 namenil dve območji v bližini reke Liesbeek za kmetijske namene. Dve območji, ki sta bili dodeljeni svobodnim meščanom za kmetijske namene, sta bili poimenovani Greenfield in Dutch Garden. Ti območji sta bili ločeni z reko Amstel (reka Liesbeek). Devet najboljših kandidatov je bilo izbranih za uporabo zemljišča v kmetijske namene. Svobodni meščani, kot so jih kasneje imenovali, so tako postali podložniki VOC in niso bili več njeni služabniki.
Leta 1671 so Nizozemci prvič kupili zemljo od avtohtonega ljudstva Kojkoj onkraj meja utrdbe, ki jo je zgradil Van Riebeek; to je zaznamovalo razvoj same kolonije. Zaradi preiskav komisarja iz leta 1685 si je vlada prizadevala za zaposlitev večjega števila priseljencev, da bi razvila stabilno skupnost. Bili so del razreda vrijlieden, znanih tudi kot vrijburgerji ('svobodni državljani'), nekdanji zaposleni v VOC, ki so po odslužitvi pogodb ostali na rtu. Veliko število vrijburgerjev je postalo neodvisnih kmetov in je pri upravi VOC zaprosilo za zemljišča, pa tudi za posojila semen in orodja.

### Francoski hugenoti
Med letoma 1688 in 1689 se je kolonija močno okrepila s prihodom skoraj dvesto francoskih hugenotov, ki so bili politični begunci pred verskimi vojnami v Franciji po preklicu Nantskega edikta. Pridružili so se kolonijam v Stellenboschu, Drakensteinu, Franschhoeku in Paarlu. Vpliv hugenotov na značaj kolonistov je bil izrazit, kar je leta 1701 privedlo do tega, da je VOC odredila, da se v šolah poučuje samo nizozemščina. To je povzročilo asimilacijo hugenotov do sredine 18. stoletja, pri čemer je prišlo do izgube uporabe in znanja francoščine. Kolonija se je postopoma širila proti vzhodu in leta 1754 je bila vanjo vključena dežela do zaliva Algoa.
V tem času je bilo evropskih kolonistov od osem do deset tisoč. Imeli so številne sužnje, gojili so pšenico v zadostnih količinah, da je postala izvozni pridelek, in so bili znani po dobri kakovosti svojih vin. Toda njihovo glavno bogastvo je bila živina. Uživali so v precejšnji blaginji.
V drugi polovici 17. in celotnem 18. stoletju so se med kolonisti in vlado pojavljale težave, saj je bila uprava VOC despotska. Njena politika ni bila usmerjena v razvoj kolonije, temveč v korist VOC. VOC je kolonijo zaprla pred prostim priseljevanjem, vso trgovino obdržala v svojih rokah, združila upravno, zakonodajno in sodno oblast v enem organu, kmetom predpisovala vrsto pridelkov, ki naj bi jih gojili, zahtevala velik del njihovega pridelka kot nekakšen davek in izvajala druge izterjave.

### Trekboers
Občasno so bili pogodbeni služabniki VOC obdarjeni s pravico svobodnih meščanov, vendar je VOC ohranila moč, da jih prisili, da se vrnejo v njeno službo, kadar koli se jim je to zdelo potrebno. Ta pravica, da prisili v suženjstvo tiste, ki bi lahko povzročili nezadovoljstvo guvernerja ali drugih visokih uradnikov, se ni izvajala le proti posameznikom samim; vlada je trdila, da velja tudi za njihove otroke.
Tiranija je mnogim povzročila obup in beg pred zatiranjem, še preden se je leta 1700 začel pohod. Leta 1780 je guverner Joachim van Plettenberg razglasil Sneeuberge za severno mejo kolonije in izrazil »tesno upanje, da ne bo več širitve, in s hudimi kaznimi prepovedal potepajočim se kmetom, da bi se sprehajali dlje«. Leta 1789 so bila čustva med meščani tako močna, da so bili iz Cape Coda poslani delegati na razgovor z oblastmi v Amsterdamu. Po tej deputaciji so bile odobrene nekatere nominalne reforme.
- Spust s Sneeubergeja, prizor blizu Graaff-Reineta, avtor Burchell
- Mimo prelaza Cradock, gorovje Outeniqua, avtor Charles Collier Michell
- Akvatinta Samuela Daniella Trekboersov, ki taborijo
- Trekboersi prečkajo Karu, avtor Charles Davidson Bell

Kmetje so se oddaljili od sedeža vlade predvsem zato, da bi se izognili zatiranju. VOC je za nadzor nad izseljenci leta 1745 ustanovila magistrat v Swellendamu in leta 1786 še enega v Graaff Reinetu. Reka Gamtoos je bila okoli leta 1740 razglašena za vzhodno mejo kolonije, vendar je bila kmalu prečkana. Leta 1780 so se Nizozemci, da bi se izognili trčenju z ljudstvi Bantu, z njimi dogovorili, da Velika Ribja reka postane skupna meja. Leta 1795 so močno obdavčeni meščani obmejnih okrožij, ki niso bili deležni nobene zaščite pred Bantujci, izgnali uradnike HOC in ustanovili neodvisne vlade v Swellendamu in Graaff Reinetu.
Trekburci iz 19. stoletja so bili linijski potomci trekburcev iz 18. stoletja. Konec 19. stoletja je bil priča oživitvi iste tiranske monopolistične politike kot v vladi HOC v Transvaalu. Če je formula »V vsem političnem, čisto despotsko; v vsem komercialnem, čisto monopolistično« veljala za vlado VOC v 18. stoletju, je enako veljala za Krugerjevo vlado v drugi polovici 19. stoletja.
Osnovno dejstvo, ki je omogočilo Veliki pohod, je, da kolonisti nizozemskega porekla v vzhodnih in severovzhodnih delih kolonije niso bili obdelovalci zemlje, temveč zgolj pastirji in nomadi, vedno pripravljeni iskati nove pašnike za svoje črede, brez posebne naklonjenosti do nobenega določenega kraja. Ti ljudje, razpršeni po širokem ozemlju, so tako dolgo živeli z malo omejitvami pred zakonom, da so leta 1815, ko je bila z uvedbo »okrožnih komisij« pravica pripeljana bližje njihovim domovom, na dan prišla različna kazniva dejanja, katerih odprava je povzročila veliko zamer.
Kolonisti nizozemskega porekla v vzhodnih in severovzhodnih delih kolonije so se zaradi Velikega pohoda umaknili izpod vladne oblasti in se razpršili. Vendar pa je uvedba 'okrožnih komisij' leta 1815 omogočila pregon kaznivih dejanj, pri čemer so bila kazniva dejanja, ki so jih storili pohodniki – zlasti mnoga proti ljudem, ki so jih zasužnjili – deležna pravice. Ti pregoni so bili med pohodniki zelo nepriljubljeni in so veljali za poseganje v njihove pravice do zasužnjenih ljudi, ki so jih imeli za svojo lastnino.
- Zemljevid širitve Trekburjev (1700–1800)
- Razvoj nizozemske Kapske kolonije (1700–1800)
- Upravna delitev nizozemske Kapske kolonije

## Invazija na Kapsko kolonijo
Invazija na Kapsko kolonijo je bila britanska vojaška ekspedicija, ki se je začela leta 1795 proti nizozemski Kapski koloniji pri Rtu dobrega upanja. Nizozemska je padla pod revolucionarno vlado Francije in britanska sila pod poveljstvom generala sira Jamesa Henryja Craiga je bila poslana v Cape Town, da bi zavarovala kolonijo pred Francozi za princa Oranskega, begunca v Angliji. Guverner Cape Towna je sprva zavrnil ubogati prinčeva navodila, ko pa so Britanci vseeno izkrcali čete, da bi jo zavzeli, se je vdal. Njegovo dejanje je pospešilo dejstvo, da so se Kojkoji, ki so bežali pred svojimi nekdanjimi zasužnjevalci, zgrinjali pod britanski prapor. Meščani Graaff Reineta se niso predali, dokler ni bila proti njim poslana sila; leta 1799 in ponovno leta 1801 so se uprli. Februarja 1803 je bila kolonija zaradi sporazuma iz Amiensa (februar 1803) predana Batavski republiki, ki je uvedla številne reforme, tako kot Britanci med svojo osemletno vladavino. Eno prvih dejanj generala Craiga je bila odprava mučenja pri izvajanju pravosodja. Država je ostala v bistvu nizozemska in le malo britanskih državljanov je bilo privlačnih zanjo. Njeni stroški za britansko blagajno v tem obdobju so znašali 16.000.000 funtov. Batavska republika je imela zelo liberalne poglede na upravljanje države, vendar je imela malo možnosti, da bi jih uveljavila.
Ko je leta 1803 izbruhnila vojna tretje koalicije, je bila britanska sila ponovno poslana na Rt. Po spopadu (januarja 1806) na obali zaliva Table Bay se je nizozemska garnizija utrdbe Good Hope predala Britancem pod vodstvom sira Davida Bairda, v anglo-nizozemski pogodbi iz leta 1814 pa je Nizozemska kolonijo v celoti prepustila britanski kroni. Takrat se je kolonija raztezala do gorske črte, ki je varovala prostrano osrednjo planoto, takrat imenovano Bushmansland (po imenu za ljudstvo San), in je imela površino približno 120.000 kvadratnih kilometrov ter približno 60.000 prebivalcev, od tega 27.000 belcev, 17.000 svobodnih Kojkojev, ostali pa sužnji, večinoma neavtohtoni črnci in Malajci.

### Nenaklonjenost britanski vladavini
Čeprav je bila kolonija precej uspešna, so bili mnogi nizozemski kmetje prav tako nezadovoljni z britansko vladavino kot z vladavino VOC, čeprav njihovi razlogi za pritožbe niso bili enaki. Leta 1792 so bile ustanovljene moravske misije, namenjene Kojkojem, leta 1799 pa je Londonsko misijonarsko društvo začelo delovati med Kojkoji in Bantujci. Zagovarjanje pritožb Kojkojev s strani misijonarjev je povzročilo veliko nezadovoljstva med večino nizozemskih kolonistov, katerih stališča so začasno prevladala, saj je bil leta 1812 izdan odlok, ki je sodnikom omogočil, da otroke Kojkojev vežejo kot vajence pod pogoji, ki se malo razlikujejo od suženjstva. Hkrati se je v Angliji krepilo gibanje za odpravo suženjstva in misijonarji so se od kolonistov obračali na matično državo.

## Vojne na Kapski meji (1779–1879)
Migracija trekburjev iz Kapske kolonije v vzhodne dele Južne Afrike, kjer so se naselili domorodni prebivalci Xhosi, je povzročila vrsto konfliktov med Buri in Khosi. Leta 1775 je kapska vlada določila mejo med trekburji in Xhosi pri rekah Bushman in Zgornja Ribja reka. Buri in Xhosi so mejo ignorirali, obe skupini pa sta si ustvarili domove na obeh straneh meje. Guverner van Plettenberg je poskušal obe skupini prepričati, naj spoštujeta mejno črto, vendar neuspešno. Xhose so obtožili kraje živine in leta 1779 je vzdolž meje izbruhnila vrsta spopadov, ki so sprožili prvo obmejno vojno.
Meja je ostala nestabilna, kar je leta 1789 povzročilo izbruh druge mejne vojne. Napadi Burov in Xhosov na obeh straneh meje so povzročili veliko trenj na območju, zaradi česar se je v konflikt vpletlo več skupin. Leta 1795 je britanska invazija na Kapsko kolonijo povzročila spremembo vlade. Po prevzemu vlade so Britanci začeli pripravljati politiko glede meje, kar je povzročilo upor Burov v Graaff-Reinetu. Zaradi te politike so se plemena Kojsan pridružila nekaterim poglavarjem Xhosov v napadih na britanske sile med tretjo mejno vojno (1799–1803).
Mir je bil na območju spet vzpostavljen, ko so Britanci leta 1803 v skladu z Amienskim mirom vrnili Kapsko kolonijo Nizozemski Batavski republiki. Januarja 1806 so Britanci med drugo invazijo po bitki pri Blaauwbergu kolonijo ponovno zasedli. Zaradi napetosti v Zuurveldu so kolonialna uprava in burski kolonisti iz območja izgnali številna plemena Xhosa, kar je leta 1811 sprožilo četrto obmejno vojno. Konflikti med Xhosi na meji so leta 1819 privedli do pete obmejne vojne.
Xhosi so zaradi nezadovoljstva z nihajočo vladno politiko glede tega, kje jim je dovoljeno živeti, na meji začeli obsežne kraje živine. Kapska vlada se je odzvala z več vojaškimi odpravami. Leta 1834 se je na ozemlje Kapske države premaknila velika sila Xhosov, kar je začelo šesto obmejno vojno. Vlada je zgradila dodatne utrdbe, konjeniške patrulje pa Xhosi niso dobro sprejeli, zato so med sedmo obmejno vojno (1846–1847) nadaljevali z napadi na kmetije. Osma (1850–1853) in deveta obmejna vojna (1877–1878) sta se nadaljevali v enakem tempu kot njihove predhodnice. Sčasoma so bili Xhosi poraženi in ozemlja so padla pod britanski nadzor.

## Veliki pohod
Veliki pohod se je zgodil med letoma 1835 in začetkom 1840-ih. V tem obdobju se je približno 12.000 do 14.000 Burov (vključno z ženskami in otroki), nestrpnih do britanske oblasti, izselilo iz Kapske kolonije na velike ravnice onkraj reke Oranje in čeznje spet v Natal in prostranstva Zoutspansberga v severnem delu Transvaala. Tisti Trekburi, ki so naselili vzhodni Cape, so bili polnomadski. Precejšnje število na vzhodni meji Cape je kasneje postalo Grensboere ('mejni kmetje'), ki so bili neposredni predniki Voortrekkerjev.
Buri so pred odhodom iz kapske kolonije naslovili več pisem na britansko kolonialno vlado kot razloge za svoj odhod. Piet Retief, eden od voditeljev Burov v tistem času, je 22. januarja 1837 v Grahamstownu naslovil pismo vladi, v katerem je navedel, da Buri v državi s takimi notranjimi nemiri ne vidijo nobene možnosti za mir ali srečo za svoje otroke. Retief se je nadalje pritoževal nad hudimi finančnimi izgubami, za katere menijo, da so posledica zakonov britanske uprave. Čeprav je bilo za osvoboditev zasužnjenih ljudi predvideno finančno nadomestilo, so Buri menili, da ni ustrezno. Menili so tudi, da je angleški cerkveni sistem nezdružljiv z nizozemsko reformirano cerkvijo. Buri so v tem času že oblikovali ločen zakonik v pripravah na Veliki pohod in so se zavedali nevarnega ozemlja, na katerega so vstopili. Retief je svoje pismo zaključil z besedami: »To kolonijo zapuščamo s popolnim zagotovilom, da angleška vlada od nas nima več ničesar zahtevati in da nam bo v prihodnje dovolila, da si sami vladamo brez njenega vmešavanja.«

## Burske države in republike
Ko so Voortrekkerji napredovali dlje v notranjost, so še naprej ustanavljali burske kolonije v notranjosti Južne Afrike.
| Opis                             | Datum                           | Območje                           |
| -------------------------------- | ------------------------------- | --------------------------------- |
| Republika Swellendam             | 17 June – 4 November 1795       | Swellendam, Zahodna Kaplandija    |
| Republika Graaff-Reinet          | 1 February 1795 – November 1796 | Graaff-Reinet, Vzhodna Kaplandija |
| Zoutpansberg                     | 1835–1864                       | Limpopo                           |
| Winburg                          | 1836–1844                       | Svobodna država                   |
| Potchefstroom                    | 1837–1844                       | Severozahod                       |
| Republika Natal                  | 1839–1902                       | Vzhodna Kaplandija                |
| Winburg-Potchefstroom            | 1844–1843                       | Potchefstroom, Severozahod        |
| KwaZulu-Natal                    | 1847–1848                       | Ladysmith, KwaZulu-Natal          |
| Republika Lydenburg              | 1849–1860                       | Lydenburg, Mpumalanga             |
| Republika Utrecht                | 1852–1858                       | Utrecht, KwaZulu-Natal            |
| Južnoafriška republika           | 1852–1877, 1881–1902            | Gauteng, Limpopo                  |
| Svobodna država Oranje           | 1854–1902                       | Svobodna država                   |
| Klein Vrystaat                   | 1876–1891                       | Piet Retief, Mpumalanga           |
| Država Goshen                    | 1882–1883                       | Severozahod                       |
| Republika Stellaland             | 1882–1883                       | Severozahod                       |
| Združene države Stellaland       | 1883–1885                       | Severozahod                       |
| Nieuwe Republiek                 | 1884–1888                       | Vryheid, KwaZulu-Natal            |
| Republika Upingtonia/Lijdensrust | 1885–1887                       | Namibija                          |

## Anglo-burske vojne
Po britanski aneksiji Transvaala leta 1877 je bil Paul Kruger ključna osebnost pri organizaciji burske odpornosti, ki je privedla do izgona Britancev iz Transvaala. Buri so se nato konec 19. in v začetku 20. stoletja bojevali proti Britancem v drugi burski vojni, da bi zagotovili, da sta republiki Transvaal Zuid-Afrikaansche Republiek) in Svobodna država Oranje ostali neodvisni in sta se na koncu leta 1902 vdali.

### Diaspora burske vojne
Po drugi burski vojni se je pojavila burska diaspora. Od leta 1903 se je največja skupina izselila v regijo Patagonija v Argentini in v Brazilijo. Druga skupina se je izselila v britansko kolonijo Kenijo, od koder se je večina v 1930-ih vrnila v Južno Afriko, tretja skupina pod vodstvom generala Bena Viljoena pa se je izselila v Mehiko ter v Novo Mehiko in Teksas na jugozahodu Združenih držav.

## Burski upor leta 1914
Upor na Maritzu (znan tudi kot Burski upor, Upor petih šilingov ali Tretja burska vojna) se je zgodil leta 1914 na začetku prve svetovne vojne, v katerem so se moški, ki so podpirali ponovno ustanovitev burskih republik, uprli vladi Južnoafriške zveze, ker se niso želeli tako kmalu po vojni z Britanci postaviti na stran Britancev proti Nemškemu cesarstvu.
Mnogi Buri so imeli nemške korenine in mnogi člani vlade so bili sami nekdanji burski vojaški voditelji, ki so se v drugi burski vojni borili z uporniki na Maritzu proti Britancem. Upor sta zatrla Louis Botha in Jan Smuts, vodje pa so prejeli visoke globe in zaporne kazni. Eden od njih, Jopie Fourie, častnik obrambnih sil Unije, je bil obsojen zaradi izdaje, ko ni hotel prijeti za orožje skupaj z Britanci, in ga je južnoafriška vlada leta 1914 usmrtila.

## Sodobna raba
V novejšem času, predvsem med reformo apartheida in po letu 1994, so se nekateri beli ljudje, ki govorijo afrikansko, večinoma s konzervativnimi političnimi stališči in so trekburskega in voortrekkerskega porekla, odločili, da se imenujejo Buri namesto Afrikanerji, da bi razlikovali svojo identiteto. Verjamejo, da se mnogi ljudje voortrekkerskega porekla niso asimilirali v to, kar vidijo kot identiteto Afrikanerjev s sedežem na Kapskih provincah. Domnevajo, da se je to razvilo po drugi anglo-burski vojni in poznejši ustanovitvi Južnoafriške unije leta 1910. Nekateri burski nacionalisti trdijo, da se ne identificirajo kot desničarski element političnega spektra.
Trdijo, da so bili Buri iz Južnoafriške republike in Svobodne države Oranje priznani kot ločeno ljudstvo ali kulturna skupina po mednarodnem pravu s Konvencijo iz Sand Riverja (ki je leta 1852 ustanovila Južnoafriško republiko), Bloemfonteinsko konvencijo (ki je leta 1854 ustanovila Oranžno svobodno državo), Pretorijsko konvencijo (ki je leta 1881 ponovno vzpostavila neodvisnost Južnoafriške republike), Londonsko konvencijo (ki je leta 1884 Južnoafriški republiki podelila popolno neodvisnost) in Vereenigingsko mirovno pogodbo, ki je 31. maja 1902 formalno končala drugo anglo-bursko vojno. Drugi pa trdijo, da so se te pogodbe nanašale le na sporazume med vladnimi subjekti in ne pomenijo priznanja burske kulturne identitete kot take.
Zagovorniki teh stališč menijo, da se je oznaka Afrikaner od 1930-ih naprej uporabljala kot sredstvo za politično poenotenje belih govorcev afrikanskega jezika v Zahodni Kaplandiji s tistimi trekburskega in voortrekkerskega porekla na severu Južne Afrike, kjer so bile ustanovljene burske republike.
Od anglo-burske vojne so različni režimi v 20. stoletju le redko uporabljali izraz Boerevolk ('kmečko ljudstvo') zaradi prizadevanj, da bi Boerevolke asimilirali z Afrikanerji. Del potomcev Boerevolkov je ponovno potrdil uporabo te oznake.
Zagovorniki oznake Bur menijo, da je izraz Afrikaner umetna politična oznaka, ki si je prisvojila njihovo zgodovino in kulturo ter burske dosežke spremenila v afrikanske. Menijo, da so Afrikanerji s prebivališčem v Zahodni Kaplandiji – katerih predniki se niso podali proti vzhodu ali severu – izkoristili revščino republikanskih Burov po anglo-burski vojni. Takrat so Afrikanerji poskušali asimilirati Bure v novo politično utemeljeno kulturno oznako.
V sodobni Južni Afriki se izraza Bur in Afrikaner pogosto uporabljata kot sopomenki. Afrikaner v neposrednem prevodu pomeni Afričan in se tako nanaša na vse afrikansko govoreče ljudi v Afriki, ki izvirajo iz Kapske kolonije, ki jo je ustanovil Jan Van Riebeeck. Bur je specifična skupina znotraj večjega afrikansko govorečega prebivalstva.
Med apartheidom so besedo Bur nasprotniki apartheida uporabljali v različnih kontekstih, pri čemer so se nanašali na institucionalne strukture, kot je Nacionalna stranka, ali na določene skupine ljudi, kot so pripadniki policije (pogovorno znani kot Buri) in vojske, Afrikanerji ali na splošno beli Južnoafričani. Ta raba se v sodobni Južni Afriki pogosto dojema kot slabšalna.